# Враца

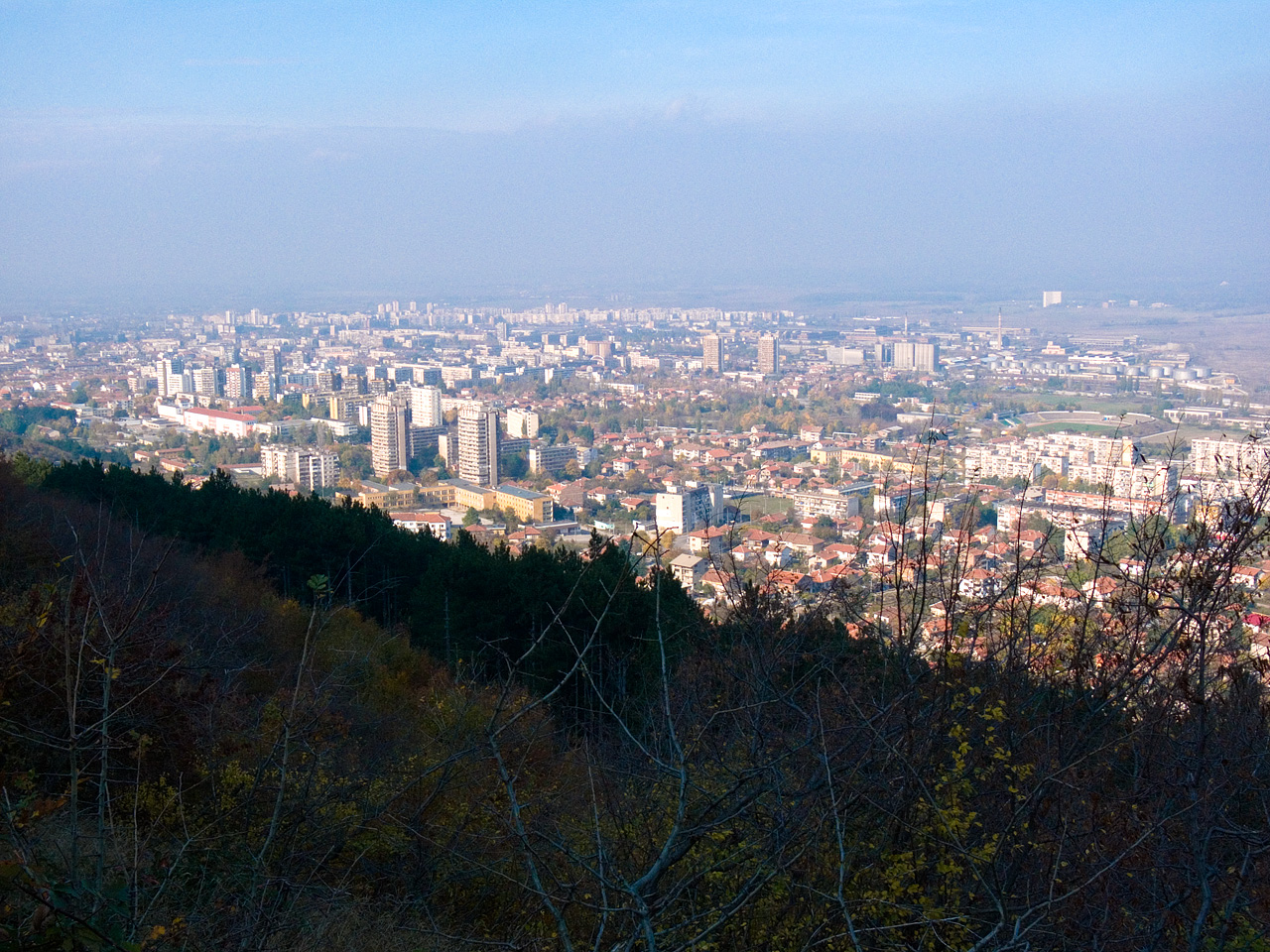
Враца

Вра́ца (болг. Враца) — город на северо-западе Болгарии у северных предгорий Стара-Планины, административный центр Врацкой области и общины Враца.
Расположен в 112 км от Софии. Девиз города: «Город Враца — древний и молодой».

## История

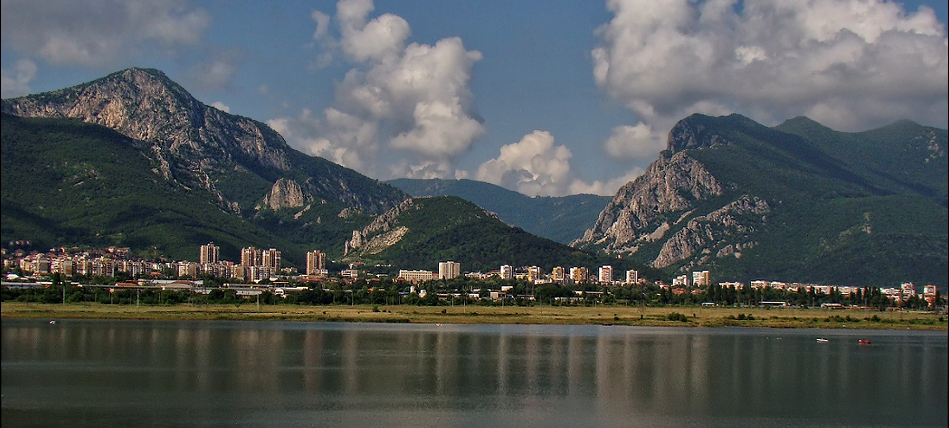
Вид на город Враца

Традиционно принято считать, что город был основан в античные времена фракийцами, и поначалу представлял собой крепость, окружённую башнями.
С 1794 по 1797 епископом города был Софроний Врачанский.
Во время Апрельского восстания 1876 года в 18 километрах от города в бою с турецкими войсками погиб Христо Ботев.
В ходе русско-турецкой войны город служил туркам складским пунктом и перевалочной базой для войск, направлявшихся отсюда в Орхание, он был занят восемью сотнями человек турецкой пехоты с тремя сотнями черкесов, и укреплён окопами с севера и северо-востока. Осенью 1877 года, после окончательной блокады Плевны, в Северо-Западную Болгарию был направлен кавалерийский отряд из лейб-драгунов и лейб-уланов с конной артиллерией во главе с командующим 2-й бригады 2-й гвардейской кавалерийской дивизии генерал-майором Н. С. Леоновым. После короткой перестрелки 8 ноября 1877 года, город был освобождён, трофеями русских войск стали большие запасы провианта и транспорт (повозки). Часть трофейных запасов была в дальнейшем отправлена войскам, осаждавшим Плевну.
10 ноября 1877 в местности Равна, северо-западнее с. Новачене попал в засаду небольшой конный отряд драгунов и два отряда конной артиллерии, отправленный к Орхание. Были убиты три прапорщика — М. В. Данилевский, Н. В. Велинский и Димитрий Назимов. Кавалеристы были вынуждены бросить свои орудия, чтобы вынести тела погибших друзей. Прапорщики были отпеты и торжественно похоронены во дворе врачанской церкви «Святое Вознесение Господне». Захоронение не на кладбище, а во дворе церкви или монастыря считается особенно большим почётом в православии и оказывается только самым высшим духовным и светским лицам.
Через несколько лет после освобождения Болгарии мать Дмитрия Назимова забрала его тело в Россию. У неё было четыре сына, они все пошли на войну за освобождение Болгарии, и никто из них не вернулся. Мать была очень счастлива узнать, где покоится тело хотя бы одного из её сыновей, так как время и место гибели остальных остались ей неизвестными.
С приездом из России, мать Назимова принесла чугунный крест и чугунное надгробие с отлитой надписью: Здесь погребаньi прапорщики Лейб-гвардіи Драгунского Полка Михаиль Вкиктороьіхь Данилевскіи и Николай Владимировичь Велинскіи убитьіе Турками в войне за Освобожденіе Болгаріи, в 1877 году 10 ноявря, при селеніи Новачене. В дар церкви Св. Вознесения были преподнесены три покровцы, великолепное священническое одеяние, евангелие в массивном серебряном обкове и икона Богородицы с Младенцем, обрамлённая золотом, с надписями Больше сея любве никтоже имать да кто душу свою за други своя — Йоанна гл.15 ст. 13. и
Сия святая икона сооружена в память Российских войск Генерала Николая Стефановича Леонова, скончавшаго ся 21 ноября 1877 года в Болгарии на поле брани за освобожденіе Славянских Христіан от мусулманскаго поробощенія.
Сегодня имена Царя-освободителя Александра Николаевича, Его императорского высочества Николая Николаевича Старшего — главнокомандующего Дунайской армией, князя Черкасского — первого управителя освобожденной Болгарией, генералов И. В. Гурко и М. Д. Скобелева, освободителей Врацы — генерал-майора Н. С. Леонова и полковника Михаила Ивановича Лукашова носят улицы, площади и учреждения города.
В 1951 году в городе было открыто медицинское училище (с 2009 года- филиал Софийского медицинского университета).
| Год  | Население |
| ---- | --------- |
| 1892 | 10 тыс.   |
| 1985 | 74 712    |
| 1992 | 75 518    |
| 2000 | 72 710    |
| 2005 | 64 244    |
| 2010 | 61 011    |

## Экономика
Бывший химический комбинат «Химко»-Враца, на базе которого создано несколько предприятий, основная продукция — минеральные удобрения.

## Достопримечательности
В центре города есть памятник Христо Ботеву, реставрированная жилая оборонительная башня фамилии Курпашовцев, башня Межчиев, башня Курт-паши.
Также среди достопримечательностей эпохи Болгарского национального Возрождения в городе выделяют дом Хаджитошевых, дом Григория Найденова, дом Ивана Замбина, дом Николы Воеводова, дом Врачанского и церковь Вознесения (XVIII века).
Есть также городская художественной галерея.
На холме Кале находится построенный в 1926—1931 годах дом имени Христо Ботева и памятник Вестителю свободы. На некотором расстоянии есть обелиск, на котором написаны имена ополченцев из Врачанской земли.

### Городской исторический музей

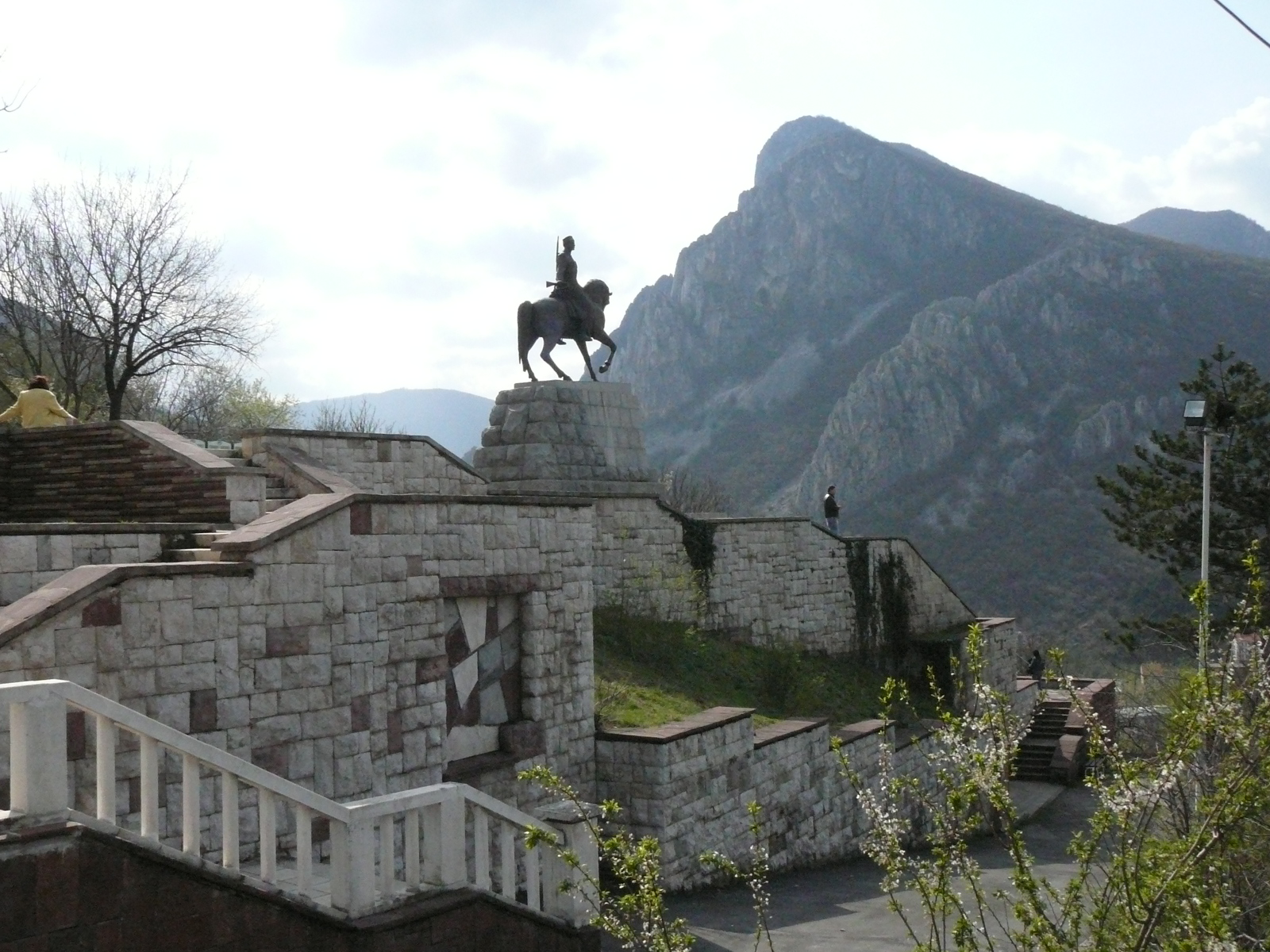
Враца

Особый интерес представляют представленные в музее золотые фракийские клады и оригинальные образцы местной врачанской ювелирной школы.
В музее также представлены экспонаты и информация о Христо Ботеве.

### Природа
Город расположен у подножия гор Врачанска-Планина, в некоторых местах дома расположены близко к горам и скалы кое-где практически нависают над крышами домов. Через город протекает река Лева.
В 16 км от города находится одна из самых посещаемых туристами болгарских пещер — Леденика.

## Спорт
В городе функционирует футбольный клуб «Ботев».

## Политическая ситуация
Кмет (мэр) общины Враца — Калин Каменов

## Города-побратимы
- Франкфурт-на-Одере, Германия (с 2009 года)
- Сумы, Украина[5][6]
- Кобрин, Беларусь
- Серпухов, Россия
- Крайова, Румыния
- Бор, Сербия
- Кичево, Македония

Список город-побратимов на сайте Враца.

## Известные уроженцы и жители
- Йованович, Анастас (1817—1899) — сербский фотограф.
- Орозов, Мито[болг.] (1859—1923) — болгарский предприниматель и общественный деятель.
- Андрей Николов (1878—1959) — болгарский скульптор.
- Савов, Димитр (1887—1951) — болгарский предприниматель и политик.
- Сенко (1905—1987) — болгарский иллюзионист.